# Landkreis Insterburg

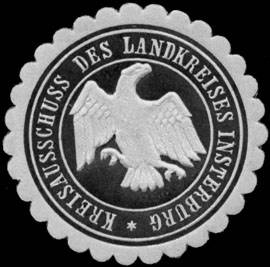
Sigill för Landkreis Insterburgs distriktskommitté.

Landkreis Insterburg var en Landkreis i Ostpreussen som existerade från 1818 till 1945. År 1900 bestod Landkreis Insterburg av en Stadtgemeinde (Insterburg), 236 Landgemeinden och 87 Gutsbezirke, däribland Potrempschen.
Tre år efter Wienkongressen bildades Landkreis Insterburg. Distriktet upphörde 1945 då Röda armén besatte området, som därefter kom att tillhöra Sovjetunionen.

### Webbkällor
- Schubert, Uli (2 januari 2014). ”Gemeindeverzeichnis Deutschland 1900: Königreich Preußen – Provinz Ostpreußen – Regierungsbezirk Gumbinnen – Landkreis Insterburg”. gemeindeverzeichnis.de. http://www.gemeindeverzeichnis.de/gem1900///gem1900.htm?ostpreussen/insterburg.htm. Läst 23 juli 2015.